# أكاديمية العلوم الأمنية
أكاديمية العلوم الأمنية هي أكاديمية للعلوم العسكرية تأسست عام 1922 بنفس سنة تأسيس وزارة الداخلية العراقية

## الهيكل التنظيمي وتشكيلات الاكاديمية
تتألف الأكاديمية من كليات ومعاهد ومراكز علمية ذات اختصاص في المجال الشُرطي والأمني، وهي:-
- كلية الدراسات العليا
- كلية الشرطة
- المعهد العالي للتطوير الأمني والإداري
- كلية الأمن الوطني
- مركز تعليم اللغات
- مركز البحوث والدراسات